# Commission pontificale pour l'archéologie sacrée

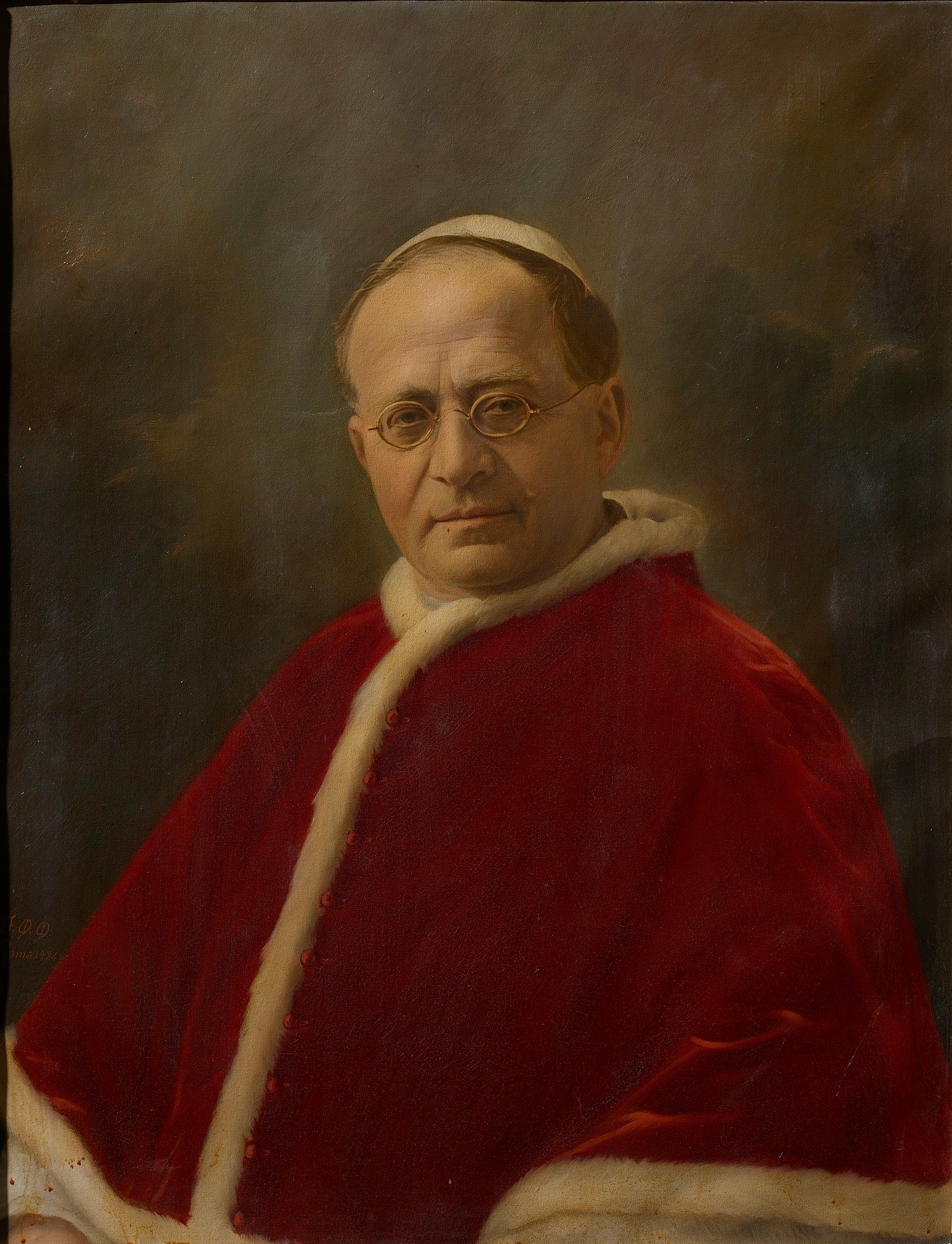
Le pape Pie IX, fondateur de la commission pontificale pour l'archéologie sacrée.

La Commission pontificale pour l'archéologie sacrée est une institution créée le 6 janvier 1852 par Pie IX afin de protéger les lieux et monuments antiques sacrés.

## Histoire
La commission est créée le 6 janvier 1852 par le pape Pie IX, sur une idée de l'archéologue romain Giovanni Battista De Rossi, dans le but de « protéger les cimetières sacrés antiques, pour les conserver préventivement par les interventions adéquates, en poursuivre l'exploration, les enquêtes, l'étude, et pour sauvegarder les mémoires plus anciennes des premiers siècles chrétiens, les monuments importants, les vénérables basiliques, aussi bien à Rome qu'aux alentours et dans les autres diocèses, en accord avec les Ordinaires respectifs ».
Le 11 décembre 1925, dans le motu proprio « Les premiers cimetières », le pape Pie XI déclare officiellement la Commission d'ordre « pontifical » et les compétences de celle-ci sont définies avec précision.
Les Pactes du Latran et le Concordat de 1984 étendent son autorité et son champ d'action et d'étude à toutes les catacombes chrétiennes présentes sur le sol romain et italien. Dès lors, les activités de la Commission pontificale d'Archéologie sacrée n'ont connu aucune interruption, pas même durant la Seconde Guerre mondiale, au lendemain de laquelle le père Antonio Ferrua rassemble le peu de forces humaines et de ressources économiques encore disponibles pour récupérer le précieux patrimoine archéologique paléochrétien, constitué de plus de cent quarante catacombes chrétiennes éparpillées sur le sol italien.
À la fin du XXe siècle, la Commission pontificale d'Archéologie sacrée a connu un essor important dans le cadre des activités archéologiques et conservatives, exécutées selon les méthodes les plus modernes de fouilles et de restauration, mais aussi pour ce qui est de l'organisation technique, documentaire et opérationnelle, afin d'offrir un support toujours plus valable et efficace à la connaissance et à la protection du précieux patrimoine monumental et spirituel qui lui est confié,.

## Présidents
- Basilio Pompilj (1925-1931)
- Francesco Marchetti-Selvaggiani (1931-1951)
- Clemente Micara (1951-1965)
- Luigi Traglia (1965-1967)
- Angelo Dell'Acqua (1967-1969)
- Gennaro Verolino (1969-1986)
- Mario Schierano (it) (1987-1990)
- Francesco Marchisano (1991-2004), également archevêque titulaire de Populonia (de)
- Mauro Piacenza (2004-2007)
- Gianfranco Ravasi (2007-2022)
- Pasquale Iacobone (2022-présent)[4]